# 伯纳德·萨克斯
伯纳德·萨克斯（1858年1月2日—1944年2月）是一位美国神经病学医生，毕业于哈佛大学，与英国眼科医生华伦·泰伊共同发现并命名了泰-萨克斯病（也称为“家族黑蒙性癡呆症”）。